# Harvey (North Dakota)
Harvey is een plaats (city) in de Amerikaanse staat North Dakota, en valt bestuurlijk gezien onder Wells County.

## Demografie
Bij de volkstelling in 2000 werd het aantal inwoners vastgesteld op 1989.
In 2006 is het aantal inwoners door het United States Census Bureau geschat op 1705, een daling van 284 (-14,3%).

## Geografie
Volgens het United States Census Bureau beslaat de plaats een oppervlakte van
5,0 km², geheel bestaande uit land.

## Plaatsen in de nabije omgeving
De onderstaande figuur toont nabijgelegen plaatsen in een straal van 32 km rond Harvey.